# Highway 1, USA (opera)

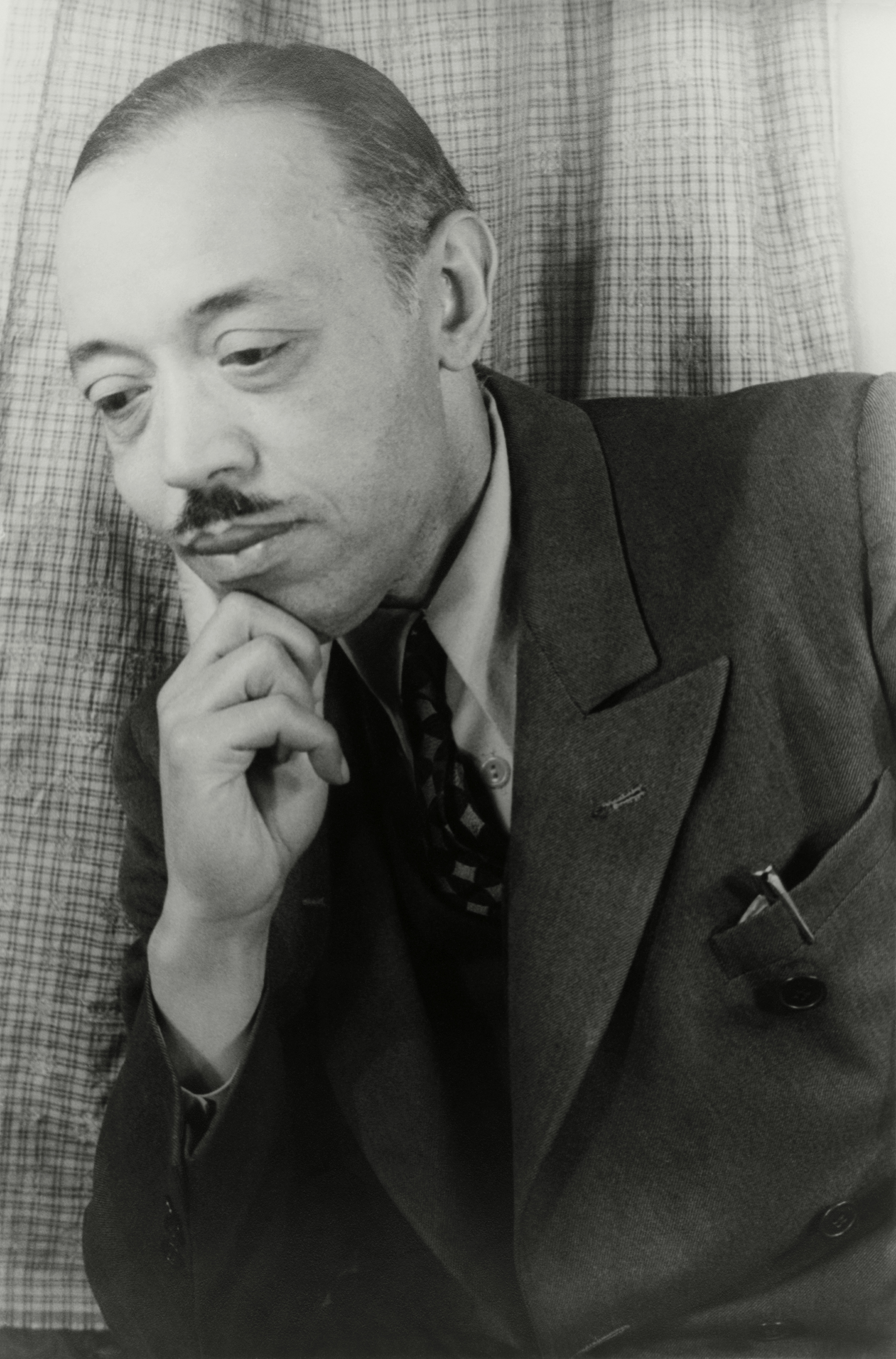
William Grant Still fotograferad 1949 av Carl Van Vechten

Highway 1, USA är en opera i en akt med musik av den amerikanske kompositören William Grant Still och libretto av hans hustru och samarbetspartner Verna Arvey. Ursprungligen komponerad på 1940-talet med titeln A Southern Interlude, så hade operan premiär under sin reviderade och slutliga titel den 11 maj 1963.

## Historia
Utifrån hustruns originallibretto påbörjade Still 1941 komponera musik till operan med titeln A Southern Interlude. Han skickade in verket till flera kompositionstävlingar 1946 och 1959 (utan framgång), samt 1954 till det New York-baserade operasällskapet Punch Opera men åter utan framgång. Under ett besök till University of Miami 1961 för en konsert med universitetets "Festival of American Music", som innehöll ett av hans verk, diskuterade Still och universitetsläraren och dirigenten Fabien Sevitzky möjligheten om en kommande festivaluppsättning av någon av Stills operor. Still reviderade operan till sitt slutliga format i en akt med två scener och med den nya titaln Highway 1, USA.
Operan hade premiär på "Coral Gables High School" den 11 maj 1963 (Stills 68:e födelsedag) som del av årets 'Festival of American Music' på universitetet. Mottagande var positivt.  Senare uppsättningar har gjorts 1972 av "Opera/South" i Jackson, Mississippi, den första professionella uppsättningen av operan, och 1977 av "Opera Ebony" på "Beacon Theater", den första uppsättningen av verket i New York. I maj och juni 2021 framförde Opera Theatre of Saint Louis operan under sin festivalsäsong.

## Personer
| Roller                                                    | Röststämma  | Premiärbesättning 11 maj 1963 (Miami, Florida) Dirigent: Fabien Sevitzky |
| --------------------------------------------------------- | ----------- | ------------------------------------------------------------------------ |
| Bob, ägare till en bensinmack                             | baryton     | Patrick Matthews                                                         |
| Mary, Bobs hustru                                         | sopran      | Cheryl Claiborne                                                         |
| Nate, Bobs broder                                         | tenor       | Ben Laney                                                                |
| Aunt Lou, en gammal granne och nära vän till Bob och Mary | mezzosopran |                                                                          |
| Sheriffen                                                 | bas         |                                                                          |
| Doktorn                                                   | Stum roll   |                                                                          |
| Medlemmar av kyrkokommitteen                              |             |                                                                          |
| Stadsbor                                                  |             |                                                                          |

## Instrumentation
Verket är tonsatt för två flöjter (andra flöjt dubblerar på piccolaflöjt), två oboer (andra oboe dubblerar på engelskt horn), två klarinetter, basklarinett (dubblerar på b-klarinett), två fagotter, fyra valthorn, två trumpeter, två tromboner, timpani, slagverk, harpa och stråkar.

## Handling

### Scen 1
Köket hos Bob and Marys tvåa, sammanslagen med bensinmacken
Operan utspelas i nutid på en bensinmack i en liten stad utmed den stora amerikanska kustvägen Highway 1. Det är som bensinmackföreståndare som Bob tjänar sina pengar till sig själv och sin hustru Mary. En del av pengarna går även till att betala skolgången för hans yngre bror Nate, allt enligt ett löfte som Bob gav sin mor på hennes dödsbädd. Bob och Mary har fått offra mycket för broderns skolgång. Nu ska Nate ta examen. Bob ska närvara medan Mary (tillsammans med den gamla grannen Aunt Lou) stannar kvar och sköter macken. Mary är glad och tror att Nates examen innebär slutet på deras offer och början på ett nytt liv. Hon blir förskräckt när Bob berättar att de måste fortsätta ta hand om Nate tills han hittar ett arbete. Efter att kyrkokommitteen har gratulerat Bob och gått iväg med honom till järnvägsstationen berättar Mary för Aunt Lou om sitt hat mot Nate och allt vad han har fått dem att offra. Hon svär att få Nate att avslöja sig som den otacksamme pojke han är.

### Scen 2
Köket, ett år senare.
Efter ett år av lathet och förakt för de strävsamma personerna runt omkring honom har Nate ännu inte funnit en utkomst för sina talanger. Han bor med Bob och Mary och tillför absolut ingenting till hushållet. Han sover för det mesta medan de arbetar. Mary har valt att vara sötaktigt sarkastisk emot Nate. Vid frukostbordet är det uppenbart att Bob har blivit medveten om sanningen bakom hennes hårda sarkasmer.
När Nate kommer ner till frukost framstår han som en egoistisk, neurotisk, enfaldig individ som misstar Marys sarkasmer för smicker och tar henne med våld. Hon svarar med att skratt ut honom, hånar honom för hans svaghet och bedyrar sin kärlek till Bob. Rasande tar Nate en kniv från köksbordet och hugger ner henne. När hon skriker kommer Bob och Aunt Lou rusande in varpå Aunt Lou omedelbart beger sig efter sheriffen och doktorn. Bob tror att Mary är död och vill fortfarande skydda brodern. Han tar på sig skulden. När sheriffen ska sätta handklovar på honom vaknar Mary till och skriker ut att det är Nate som är den skyldige. När han förs bort ber Nate ynkligt Bob om att rädda honom. Bob faller på knä bredvid Mary och ropar att han äntligen förstår allt och att framtiden kommer ljusna för dem båda.